# Mushin

Eine Illustration des Wortes Mushin in Kanji

Mushin (jap. 無心; chinesisch: wúxīn) bezeichnet einen Geisteszustand, in den sich sehr erfahrene Kampfkünstler während eines Kampfes begeben können. Der Begriff stellt eine Abkürzung von mushin no shin, einem Zen-Begriff, der sich mit „Bewusstsein ohne Bewusstsein“ übersetzen lässt, dar.
Der Bewusstseinszustand des Mushin wird erfahren, wenn eine Person während eines Kampfes weder Wut, Angst noch ein Ich-Bewusstsein empfindet. Das Bewusstsein in diesem Zustand ist leer und fixiert sich weder auf äußere noch auf innere Gedanken, Emotionen und Gefühle. Das führt dazu, dass das Gehirn wie ein gleichrangiges Mitglied im Körper agiert und Empfundenes an Reaktionen weiterleitet. Der Kämpfer agiert bzw. reagiert somit, ohne zu zögern. Er vertraut in diesem Zustand eher auf die Intuition, als darauf, was gedanklich der nächste Zug des Gegners sein könnte. Der Geist arbeitet in diesem Zustand sehr schnell, jedoch ohne bestimmte Absichten oder Ziele.
Mushin ist erreicht, wenn der Geist einer Person während des Kampfes oder im Alltag frei von Gedanken des Ärgers, der Angst oder des Egos ist. Es gibt keine diskursiven Gedanken und Urteile, so dass die Person völlig frei ist, zu agieren und auf einen Gegner zu reagieren, ohne zu zögern und ohne von solchen Gedanken gestört zu werden. In diesem Zustand verlässt sich eine Person nicht darauf, was sie denkt, was der nächste Schritt sein sollte, sondern was ihre antrainierte natürliche Reaktion (oder ihr Instinkt) ist oder was sie intuitiv fühlt. Es handelt sich jedoch nicht um einen entspannten, fast schlafähnlichen Zustand. Man könnte sagen, dass der Verstand mit sehr hoher Geschwindigkeit arbeitet, aber ohne Absicht, Plan oder Richtung.
Um den Zustand zu erreichen, braucht es oftmals mehrere Jahre Training. Dies erfordert, dass Bewegungskombinationen und Techniken mehrere tausend Male mit zunehmend höherem Bewusstsein, Verstand und Qualität wiederholt werden. Lernt man so, in den Zustand des Mushin zu gelangen, reagiert der Körper spontan und wendet die gelernte Technik ohne Verzögerung an.
Takuan Sōhō beschreibt diesen Zustand so:
„Der Geist muß immer im Fluß sein, denn wenn er stoppt, wird dieser Fluß unterbrochen, und diese Unterbrechung ist schlecht für das Wohlergehen des Geistes. Für einen Schwertkämpfer bedeutet dies den Tod. Wenn ein Schwertkämpfer seinem Gegner gegenübersteht, darf er nicht an den Gegner denken, nicht an sich selbst, und nicht an die Bewegungen des gegnerischen Schwertes. Er steht nur da mit seinem Schwert, welches - ungeachtet aller Techniken - nur bereit ist, den Anweisungen des Unterbewussten zu folgen. Er ist nicht länger der Träger des Schwertes. Wenn er zuschlägt, so ist es nicht er, sondern das Schwert in der Hand des Unterbewusstseins des Mannes, das zuschlägt.“
Mushin kann nicht nur während des Kampfes erreicht werden. Viele Kampfkünstler, speziell jene der japanischen Kampfkünste wie Aikido oder Iaijutsu, trainieren, diesen Geisteszustand während der Ausführung von Katas zu erlangen, so dass eine fehlerlose Ausführung der Bewegungen möglich wird. Wurde dieses Ziel erreicht, so kann versucht werden, die gleiche Bewusstseinsstufe auch in anderen Aspekten des Lebens zu erlangen.
Mushin ist sehr stark verwandt mit anderen Geisteszuständen wie Heijoshin, bei dem durch geistige Disziplin eine komplette Ausgeglichenheit und Harmonie verwirklicht wird. Musashi Miyamoto, ein berühmter Samurai, wird hinsichtlich dieser Geisteszustände des Öfteren in der japanischen Folklore zitiert. Mushin und Heijoshin sind eng verwandt mit den Lehren des Buddhismus, speziell den Lehren des Zen. Ein weiterer ähnlicher Begriff, der japanische Begriff Hishiryō (非思量, „Nicht-Denken“, „ohne Denken“, „jenseits des Denkens“), wird von dem japanischen Soto-Zen-Begründer Dōgen in seinem grundlegenden Werk über Zazen (sitzende Meditation), dem Fukanzazengi, verwendet.

## Kalligraphie
Die Spirituelle Form der japanischen Kalligraphie (Shodō) wird von buddhistischen Mönchen, Nonnen sowie den meisten Praktizierenden geübt. Um Zen-Kalligraphie meisterhaft zu praktizieren, ist es essenziell, den Geist zu leeren und die Buchstaben von selbst fließen zu lassen, anstatt sich zu konzentrieren und sich stark anzustrengen. Dieser Geisteszustand wird von dem japanischen Philosophen Nishida Kitaro ebenfalls als „Mushin“ bezeichnet. Die Zen-Kalligraphie basiert auch auf den Prinzipien des Zen-Buddhismus, der die Verbindung zum Spirituellen und nicht zum Körperlichen betont. Kalligraphieleistungen mit sehr großen Pinseln werden in der Regel in dieser Geisteshaltung ausgeführt.